# Homodina argentifera
Homodina argentifera är en fjärilsart som beskrevs av George Francis Hampson 1926. Homodina argentifera ingår i släktet Homodina och familjen nattflyn. Inga underarter finns listade i Catalogue of Life.